# Pinanga grandijuga
Pinanga grandijuga är en enhjärtbladig växtart som beskrevs av Karl Ewald Maximilian Burret. Pinanga grandijuga ingår i släktet Pinanga och familjen Arecaceae.
Artens utbredningsområde är Sumatera. Inga underarter finns listade i Catalogue of Life.